# B. Bumble and the Stingers
B. Bumble and the Stingers var en instrumentalgrupp under det tidiga 1960-talet, som specialiserade sig på att spela in rockversioner av gamla klassiska verk. Gruppens största hit var 'Bumble Boogie', en rockversion av Nikolaj Rimskij-Korsakovs 'Humlans flykt'. Även uppföljaren 'Nut Rocker', en rockversion av 'Nötknäpparsviten' av Pjotr Tjajkovskij, blev en stor hit, i synnerhet i Storbritannien där den nådde förstaplatsen på singellistan UK Singles Chart. Gruppen bestod ursprungligen av olika studiomusiker, men när deras singlar nådde listframgångar sattes en livegrupp, bestående av helt andra musiker än på skivorna, ihop.

## Medlemmar
Ursprungliga medlemmar
- William „Billy“ Bumble - gitarr
- Roy Brady - slagverk
- Red Richard - piano

Bidragande musiker
- Piano: Al Hazan, Ernie Freeman, Lincoln Mayorga, Leon Russell
- Gitarr: René Hall, Tommy Tedesco, Jan Davis
- Slagverk: Earl Palmer, Sharkey Hall, Mel Taylor
- Bas: Red Callender
- Saxofon: Plas Johnson

## Diskografi
Singlar
- Bumble Boogie (1961)
- Boogie Woogie (1961)
- Bee Hive / Caravan (1961) (promo)
- Rockin-On-'N'-Off / Mashed #5 (1962)
- Nut Rocker (1962)
- Dawn Cracker (1962)
- Apple Knocker (1962)
- The Piano Stylings Of B. Bumble (1963)
- In The Mood / Chicken Chow Mein (1963)

Samlingsalbum
- Nut Rocker (1995)
- A Golden Classics Edition (1996	)